# Alfred Tonello
Alfred "Sigisfredo" Tonello, né le 11 mars 1929 à Paris et mort le 21 décembre 1996 à Bondy (Seine-Saint-Denis), est un coureur cycliste français.
Il remporte la médaille de bronze aux Jeux olympiques de 1952 à Helsinki au classement par équipes. Il termine treizième au classement individuel.

## Palmarès
- -  Champion de France de poursuite des Sociétés

- 1952
  - Tour d'Île de France :
    - Classement général
    - 2e étape

  - 2e de Paris-Beauvais
  - 2e du Grand Prix de Clichy
  - 2e du Grand Prix de Saint-Denis
  -  Médaillé de bronze aux Jeux olympiques d'été à Helsinki
  - 3e de Paris-Saint Quentin

- 1953
  - Tour de l'Oise et de la Somme :
    - Classement général
    - 1re étape

- 1955
  - 3e du Critérium de Moulins-Engilbert

- 1956
  - 4e étape du Tour de Catalogne

- 1957
  - 3e du Tour de l'Aude

## Résultats sur les grands tours

### Tour de France
- 1953 : 49e
- 1954 : 58e
- 1956 : 66e